# Петар Грбић
Петар Грбић (Титоград, 7. август 1988) је црногорски фудбалер.

## Клупска каријера
Грбић је прошао млађе категорије подгоричке Будућности, а сениорску каријеру је почео у градском ривалу Младости. Током 2008. године је прешао у Могрен из Будве. Ту је стекао афирмацију, освојио је две титуле првака Црне Горе, након чега је 2011. године прешао у грчки Олимпијакос. Није успео да дебитује за Олимпијакос па је ишао на позајмице. Прво је био у грчком Левадијакосу а након тога и у израелској Хапоел Бер Шеви. У септембру 2012. је позајмљен ОФК Београду, прво до зиме, а затим је позајмица продужена до краја сезоне.
У јулу 2013. је прослеђен на позајмицу у Партизан. Два месеца касније, Грбић је и званично постао Партизанов играч, као део трансфера Марка Шћеповића у Олимпијакос. Грбић је у Партизану провео наредне две и по сезоне. За то време је одиграо 68 такмичарских утакмица и постигао шест голова. Учествовао је у освајању Суперлиге Србије у сезони 2014/15.
По одласку из Партизана, Грбић је играо у Турској за Акхисар и Адану након чега се крајем 2017. године се вратио у црногорски фудбал и потписао за подгоричку Будућност.
У сезони 2018/19. је био играч Радничког из Ниша. Био је стандардан првотимац у екипи Радничког која је заузела друго место у Суперлиги Србије и стигла до полуфинала националног Купа. На крају сезоне је напустио клуб из Ниша. У јуну 2019. године се вратио у подгоричку Будућност. Две сезоне је играо за Будућност, затим је годину и по дана провео у Морнару из Бара да би се почетком 2023. вратио у Будућност.

## Репрезентација
За сениорску репрезентацију Црне Горе је дебитовао у марту 2011. на пријатељској утакмици са Узбекистаном. Укупно је одиграо 7 утакмица за црногорски А тим а последњи пут је наступио у марту 2016. на пријатељској утакмици са Белорусијом.

## Трофеји
Могрен
- Првенство Црне Горе (2) : 2008/09, 2010/11.

Партизан
- Суперлига Србије (1) : 2014/15.

Будућност
- Првенство Црне Горе (2) : 2019/20, 2020/21.
- Куп Црне Горе (1) : 2020/21.